# Социальная стратификация
Социа́льная стратифика́ция (от лат. stratum «слой» + facio «делать») — одно из ключевых понятий социологии, обозначающее систему признаков и критериев социального расслоения, положения в обществе, социальную структуру общества.

## Описание
Термин «стратификация» заимствован социологией из геологии, где он обозначает расположение пластов земли.
Социальная стратификация — это деление общества на специальные слои (страты), группы и классы путём объединения разнообразных социальных позиций с примерно одинаковым социальным статусом, отражающее сложившееся в нём представление о социальном неравенстве, выстроенное по вертикали (социальная иерархия), вдоль своей оси по одному или нескольким стратификационным критериям (показателям социального статуса).
Деление общества на страты осуществляется исходя из неравенства социальных дистанций между ними — основное свойство стратификации. Социальные страты выстраиваются вертикально и в строгой последовательности по индикаторам благосостояния, богатства, власти, образования, досуга, потребления.
В социальной стратификации устанавливается определённая социальная дистанция между людьми (социальными позициями) и формируется иерархия из социальных слоев. Таким образом, фиксируется неравный доступ членов общества к тем или иным социально значимым дефицитным ресурсам путём установления на границах, разделяющих социальные страты, социальных фильтров.
Например, выделение социальных слоёв может осуществляться по уровням доходов, знания, власти, потребления, характеру труда, проведению свободного времени. Выделенные в обществе социальные слои оцениваются в нём по критерию социального престижа, выражающего социальную привлекательность тех или иных позиций.
Самой простой стратификационной моделью является дихотомическая — деление общества на элиты и массы. В самых ранних архаических социальных системах структурирование общества на кланы осуществляется одновременно с установлением социального неравенства между ними и внутри их. Так появляются «посвящённые», то есть те, кто посвящён в определённые социальные практики (жрецы, старейшины, вожди) и непосвящённые — профаны. Внутри такое общество может и дальше при необходимости по мере развития стратифицироваться. Так появляются касты, сословия, классы и т. д. 
Современные[когда?] представления о сложившейся в обществе стратификационной модели достаточно сложны — многослойны (полихотомические), многомерны (осуществляются по нескольким осям) и вариативны (допускают сосуществование множества стратификационных моделей): цензы, квоты, аттестация, определение статуса, ранги, льготы, привилегии, др. преференции.
Важнейшей динамической характеристикой общества является социальная мобильность. Согласно определению П. А. Сорокина, «под социальной мобильностью понимается любой переход индивида, или социального объекта, или ценности, созданной или модифицированной благодаря деятельности, от одной социальной позиции к другой». Однако не всегда социальные агенты перемещаются с одной позиции на другую, возможно перемещение самих социальных позиций в социальной иерархии, такое перемещение называется «позиционная мобильность» (вертикальная мобильность) или в пределах одного и того же социального слоя (горизонтальная мобильность). Наряду с социальными фильтрами, устанавливающими барьеры социальному перемещению, в обществе существуют и «социальные лифты», значительно ускоряющие этот процесс (в кризисном обществе — революции, войны, завоевания и т. п.; в нормальном, стабильном обществе — семья, брак, образование, собственность и т. д.). Степень свободы социальных перемещений из одного социального слоя в другой во многом определяет то, каким является общество — закрытым или открытым.

### Теория Уорнера о 6 слоях в американском обществе
У. Л. Уорнер выдвинул теорию о престиже различных слоёв общества на основе высказывания людей друг о друге.
По теории Уорнера, население современного[когда?] западного общества делится на шесть слоёв:
1. Богатые аристократы.
2. Миллионеры в первом поколении.
3. Высокообразованные интеллектуалы (врачи, юристы), деловые люди (владельцы капитала).
4. Канцелярские служащие, секретари, рядовые врачи, школьные учителя и другие «белые воротнички».
5. Квалифицированные рабочие («синие воротнички»). Электрики, слесари, сварщики, токари, водители и т. п.
6. Бездомные бродяги, бедные, преступники и безработные.

### Различие между историческими формами социальной стратификации
Исторические формы социальной стратификации различаются по степени строгости «фильтров» на этажах социальной стратификации.
Касты — это группы людей в социальной иерархии, где социальные лифты полностью выключены, поэтому люди не имеют никакой возможности построить карьеру.
Сословия — это группы людей в социальной иерархии, где строгие «фильтры» сильно ограничивают социальную мобильность и замедляют движение «лифтов».
Слои — это группы людей в социальной иерархии, где основным «фильтром» для желающих сделать карьеру является наличие финансовых средств.
Рабство — это социальный, экономический и юридический вид лишения человека любых прав, сопровождающийся крайней степенью неравенства. Возникло в глубокой древности и де юре существовало в некоторых странах вплоть до конца XX века, де факто в ряде стран существует до сих пор.

## Профессиональная стратификация
Профессиональная стратификация — разделение социума на слои, основываясь на успешности исполнения ролей, наличия знаний, умений, образования и т. д.
Проявляется в двух формах:
- Иерархия основных профессиональных групп (межпрофессиональная стратификация);
- Стратификация внутри каждой профессиональной группы (внутрипрофессиональная стратификация).

### Межпрофессиональная стратификация
Показателями межпрофессиональной стратификации являются:
- важность профессии для выживания и функционирования группы, социальный статус профессии;
- уровень интеллекта, необходимый для успешного выполнения профессиональной деятельности.

Прежде всего социально значимыми признаются профессии, связанные с организацией и контролем самих профессиональных групп. Например, неуставное поведение солдата или недобросовестность работника фирмы не окажут существенного влияния на других, но общий негативный статус группы, к которым они принадлежат, существенно влияет на всю армию или фирму.
Для успешного выполнения функции организации и контроля требуется более высокий уровень интеллекта, чем для физической работы. Такой труд лучше оплачивается. В любом обществе более профессиональной считается деятельность по осуществлению организации и контроля и интеллектуальная деятельность. Эти группы в межпрофессиональной стратификации имеют более высокий ранг.
Однако есть и исключения:
1. Возможность наложения более высоких уровней низшего профессионального слоя на низшие уровни следующего, но более высокого профессионального слоя. Например, лидер строителей становится бригадиром, а бригадиры могут накладываться на низшее звено инженеров.
2. Резкое нарушение сложившегося соотношения слоёв. Это периоды переворота, если слой после не исчезнет вовсе, прежнее соотношение быстро восстанавливается.

### Внутрипрофессиональная стратификация
Представители каждого профессионального слоя подразделяются на три группы, в свою очередь каждая группа подразделяется на множество подгрупп:
1. предприниматели или хозяева. Экономически независимые в своей деятельности, которая заключается в организации и контроле своего «дела» и своих служащих;
2. служащие высшей категории: директора, менеджеры, главные инженеры, члены совета директоров корпораций и тому подобные[3]. Они не «владельцы» дела, над ними стоит хозяин, но они продают свой труд и получают за это зарплату. Данные категории профессионалов играют важную роль в организации «ведения дела». Их профессиональная функция заключается не в физическом, а в интеллектуальном труде;
3. наёмные рабочие. Они, как и служащие высокого ранга, продают свой труд, но дешевле. Будучи, в основном, работниками физического труда, они зависимы в своей деятельности от покупателя рабочей силы.

Внутрипрофессиональные слои могут иметь различные названия, но они существуют во всех обществах.